# جون بي. هيغينز
جون بي. هيغينز (بالإنجليزية: Jon B. Higgins)‏ هو مغني أمريكي، ولد في 18 سبتمبر 1939 في Andover, Massachusetts ‏ في الولايات المتحدة، وتوفي في 7 ديسمبر 1984.